# فارانه
فرانه ( نكو : ߝߙߊߣߊ߫߫) هي مدينة ومحافظة فرعية في وسط غينيا، وملتسقة بنهر النيجر . اعتبارا من عام 2014 كان عدد سكانها 78108 نسمة. المدينة مأهولة بشكل رئيسي من قبل الشعب الماندينغي.

## تاريخ
وُلد سيكو توري في ما كان يعرف آنذاك بقرية، وبعد أن أصبح رئيسًا طورها ببناء مسجد وقصر ومركز مؤتمرات. تقع مباشرة جنوب غرب المتنزه الوطني في أعالي النيجر. يخدم المدينة مطار فرانه.

## مناخ
لدى فرانه مناخ السافانا الاستوائية ( تصنيف كوبن للمناخ Aw).
| البيانات المناخية لـفرانه         | البيانات المناخية لـفرانه | البيانات المناخية لـفرانه | البيانات المناخية لـفرانه | البيانات المناخية لـفرانه | البيانات المناخية لـفرانه | البيانات المناخية لـفرانه | البيانات المناخية لـفرانه | البيانات المناخية لـفرانه | البيانات المناخية لـفرانه | البيانات المناخية لـفرانه | البيانات المناخية لـفرانه | البيانات المناخية لـفرانه | البيانات المناخية لـفرانه |
| الشهر                             | يناير                     | فبراير                    | مارس                      | أبريل                     | مايو                      | يونيو                     | يوليو                     | أغسطس                     | سبتمبر                    | أكتوبر                    | نوفمبر                    | ديسمبر                    | المعدل السنوي             |
| --------------------------------- | ------------------------- | ------------------------- | ------------------------- | ------------------------- | ------------------------- | ------------------------- | ------------------------- | ------------------------- | ------------------------- | ------------------------- | ------------------------- | ------------------------- | ------------------------- |
| متوسط درجة الحرارة الكبرى °م (°ف) | 35.4 (95.7)               | 37.1 (98.8)               | 38.2 (100.8)              | 37.8 (100.0)              | 35.8 (96.4)               | 32.8 (91.0)               | 30.7 (87.3)               | 30.7 (87.3)               | 31.5 (88.7)               | 32.4 (90.3)               | 33.2 (91.8)               | 33.8 (92.8)               | 34.1 (93.4)               |
| المتوسط اليومي °م (°ف)            | 22.3 (72.1)               | 26.2 (79.2)               | 28.6 (83.5)               | 28.5 (83.3)               | 27.0 (80.6)               | 25.4 (77.7)               | 24.3 (75.7)               | 24.3 (75.7)               | 24.6 (76.3)               | 25.2 (77.4)               | 25.0 (77.0)               | 22.6 (72.7)               | 25.3 (77.5)               |
| متوسط درجة الحرارة الصغرى °م (°ف) | 8.9 (48.0)                | 12.0 (53.6)               | 15.3 (59.5)               | 18.9 (66.0)               | 18.1 (64.6)               | 18.0 (64.4)               | 18.0 (64.4)               | 18.3 (64.9)               | 18.0 (64.4)               | 17.8 (64.0)               | 13.1 (55.6)               | 9.9 (49.8)                | 15.5 (59.9)               |
| معدل هطول الأمطار مم (إنش)        | 1 (0.0)                   | 3 (0.1)                   | 9 (0.4)                   | 60 (2.4)                  | 145 (5.7)                 | 201 (7.9)                 | 240 (9.4)                 | 293 (11.5)                | 277 (10.9)                | 143 (5.6)                 | 46 (1.8)                  | 0.2 (0.01)                | 1٬418٫2 (55.71)           |
| متوسط الأيام الممطرة (≥ 1.0 mm)   | 0                         | 0                         | 2                         | 6                         | 10                        | 14                        | 14                        | 20                        | 19                        | 14                        | 3                         | 0                         | 102                       |
| متوسط الرطوبة النسبية (%)         | 44                        | 39                        | 42                        | 55                        | 68                        | 75                        | 80                        | 80                        | 79                        | 77                        | 66                        | 52                        | 63                        |
| المصدر: NOAA                      |                           |                           |                           |                           |                           |                           |                           |                           |                           |                           |                           |                           |                           |

## التعدين
تقع فرانه بالقرب من رواسب خام الحديد الرئيسية.

## سكان بارزون
- مامادو باري - عداء أولمبي للمسافات الطويلة